# ホーウィー・マンデル
ハワード・マイケル"ホーウィー"マンデル（Howard Michael "Howie" Mandel 1955年11月29日 - ）は、カナダのコメディアン、俳優、テレビ司会者、声優。NBCのゲーム番組『Deal or No Deal』、『Deal or No Deal Canada』の司会で知られる。それまではNBCの医療ドラマ『St. Elsewhere』の下品なERインターンのウェイン・フィスカス役で知られていた。また子供向けアニメ『Bobby's World』の製作および主演でも知られる。2009年6月6日、GSNの2009 Game Show Awardsの司会を務めた。リアリティ・オーディション番組『アメリカズ・ゴット・タレント』の第5シーズンから、デビッド・ハッセルホフの後任で審査員となった。マンデルは重度の潔癖症のため、たとえ共演者であろうとゴム手袋なしでは握手できない。なお、日本語表記で「ホーウィー・マンデル」と記されることが多いが、"Howie"の最初の音は日本語の「ハ」に近いことを自身が語っており、実際の英語での発音は「ハウイ・マンデル」が近い。

## 生い立ち
マンデルはオンタリオ州トロントのウィロウデイルで生まれ育った。マンデルはユダヤ系で、ヴァイオリン奏者のイツァーク・パールマンは遠い親戚である。彼の父は照明工場主および不動産業者であった。高等学校在学中、教育委員会の委員の物真似をしたため退学となり、この学校の増築の建設作業員となり、カーペットの販売員を経験後自身でカーペット販売業のビジネスを始めた。トロントのYuk Yuk'sでスタンダップ・コメディアンとなり、1978年9月までに「ワイルドでクレイジーで、病気すれすれ」のうたい文句で1週間毎日メインで出演するようになった。頭からゴム手袋をかぶって鼻で膨らませて手袋の指の部分を立たせてニワトリのとさかのようにするネタなどを披露していた。観客が大笑いすると、彼のリアクションはきまって腕を広げて手のひらを上向きにし、不思議そうに「何?何?」と言うのであった。
カリフォルニア州ロサンゼルスへ向かい、The Comedy Storeに出演したところ、レギュラーとなった。コメディ・ゲーム番組『Make Me Laugh』のプロデューサーが彼のコメディを見て、1979年、何度か彼を番組に出演させた。1979年夏、デイヴィッド・レターマンの番組の前座を務めることとなった。同年10月、CBCテレビジョンのバラエティ番組の重役が彼のパフォーマンスを見て、すぐに彼とスペシャル番組の契約を結んだ。1980年、カナダの映画『Gas』で主演し、スーザン・アンスパッチ、ドナルド・サザーランドと共演した。
マンデルはニコロデオンの『PopClips』に出演した最初のVeeJays（ビデオジョッキー）の1人である。

## テレビおよび映画
1982年に始まり6年続いた『St. Elsewhere』でウェイン・フィスカス役を演じ、エド・フランダーズやノーマン・ロイドと共演してその後も交流が続いている。ドラマ出演中もコメディアンとしての活動を続け、さらに1984年の『グレムリン』、1990年の『グレムリン2 新・種・誕・生』のギズモ役での声の出演など映画にも出演するようになった。1985年、マイケル・J・フォックス監督の短編『The Iceman Hummeth』にカメオ出演し、同年11月、『レイト・ナイト・ウィズ・デイヴィッド・レターマン』で放送された。1986年、テッド・ダンソンと共に『A Fine Mess』に主演した。『Muppet Babies』の最初の2シーズンでBunsen Honeydew、Animal、Skeeterの声を担当した。1987年、コメディ映画『Walk Like a Man』に主演した。1989年、映画『Little Monsters』でモンスターのモーリス役を演じた。1990年、FOXのシチュエーション・コメディ『Good Grief』にも主演したが、短期間で打ち切りとなった。2012年、ゲーム番組『Take It All』第1シーズンの司会を務めた。また1990年から1998年、エミー賞ノミネート子供向けアニメ・シリーズ『Bobby's World』で製作およびエグゼクティヴ・プロデューサーを務め、ボビーとその父の声を担当した。『Bobby's World』はFOXで8年間放送された後、番組販売となった。マンデルはコメディ・ショーでPhil Skorjancというキャラクターを演じ、ファンにも人気がある。2007年2月、ボビーは『Deal or No Deal』でカメオ出演した。同年12月25日、2時間のクリスマスのエピソードで出場者のリクエストに応え、ボビーの声で語った。
1994年、ビデオ・ゲーム『Tuneland』で主役のリトル・ハウイの声を演じた。1995年、ショウタイムでコメディ番組『Howie Mandel's Sunny Skies』を始めた。1995年、カントリー歌手のクリント・ブラックの『Summer's Comin'』のミュージック・ビデオに出演した。1992年、『The Amazing Live Sea Monkeys』の主演の教授役を演じ、1996年、ABCの『Lois & Clark: The New Adventures of Superman』でDCコミックスのSupervillainのMister Mxyzptlk役でゲスト出演した。1998年、シンジケート番組『The Howie Mandel Show』の司会を務めたが、1シーズンで打ち切りとなった。1999年から2000年、映画『Apocalypse III: Tribulation』でジェイソン役を演じ、2002年、映画『ヘンゼルとグレーテル』でサンド・マン役を演じた。2006年、『Studio 60 on the Sunset Strip』の劇中劇での『Deal or No Deal』のパロディに司会者としてゲスト出演した。2007年、NBCの『ミディアム 霊能者アリソン・デュボア』に本人役でゲスト出演した。
1986年、ゴム手袋をかぶるネタより名付けたコメディ・アルバム『Fits Like a Glove』を発表した。しかし医師の診断によりゴム手袋のネタは断念したが、『マイネーム・イズ・アール』で本人役でカメオ出演し、ゴム手袋のネタを披露した。彼はまた『名探偵モンク』の『Mr. Monk Joins a Cult』、『Mr. Monk's 100th Case』のエピソードにゲスト出演した。

## その後
『ザ・トゥナイト・ショー・ウィズ・ジェイ・レノ』にコメディアンとして、また隠しカメラのコーナーで度々出演していたことで知られる。またボストン・ピザのスポークスパーソンを務め、多くのコマーシャルに出演した。2004年4月、コメディ・セントラルが選ぶ100人のスタンダップ・コメディアンのリストの第82位に選ばれた。2005年10月、『Deal or No Deal』のアメリカ版の司会者に任命され、同年12月、NBCで放送開始され、2006年初頭には人気番組となった。2007年、グローバルテレビジョンネットワークで開始された『Deal or No Deal Canada』で司会を務め、それ以降『ザ・ウィーケスト・リンク』のアン・ロビンソン、『THE CHAIR』のジョン・マッケンロー、『Pyramid』のダニー・オズモンド、『The Singing Bee』のジョーイ・フェイトン、『1分間チャレンジ 〜めざせ!100万ドル』のダレン・マクマレンなど、アメリカ版および他国版の司会を行なう数少ないゲーム番組司会者の1人となった。またアレックス・トレベック、ジム・ペリー、ジェフ・エドワーズと並び、同じ番組でアメリカ版とカナダ版を同時に司会する司会者の1人となった。
2007年、『セサミストリート』第38シーズンに出演した。同年、『セサミストリート』のゲーム・コーナー『Meal or No Meal』でマペットのハウイ・イーツウェルとして司会を務めた。Imagination Gamesで『Deal or No Deal』のDVDゲーム『Fact or Crap Beat Da Bomb』、『Would You Rather』の司会を務めた。
NBCの『マイネーム・イズ・アール』にカメオ出演し、マンデルがパフォーマンスしているインディアン・カジノでアールのルームメイトが強盗するという設定であった。強盗の最中、マンデルを誘拐した。このエピソードでゴム手袋をかぶるネタを披露していた。
マンデルはトロントのBeth David B'nai Israel Beth Am's Hebrew School他3校の名誉卒業生となった。マンデルは現在ネバダ州ラスベガスのMGMグランドでバラエティ/コメディ・ショーを行なっている。
2007年より、ネット・ショッピング・サイトのbuy.comのスポークスパーソンを務めている。マンデルはこのサイトの『What's Shakin'?』のコーナーに時々登場する。
2008年5月13日、オーエン・ハート・ファンデーションのTradition May Fund Raiserのゲスト司会者を務めた。
2008年9月8日、週5日昼間放送の最高賞金50万ドルのシンジケート版『Deal or No Deal』の司会を始めた。
2009年1月8日、シリウスXMラジオの衛星ラジオでハワード・スターンの『Howard 100 and Howard 101』に出演した。
2009年1月9日、NBCでリアリティ番組『Howie Do It』が開始した。
2010年1月、『アメリカズ・ゴット・タレント』において、デイヴィッド・ハッセルホフが新番組出演のために降板し、後任にマンデルが審査員の1人を務めることが発表された。
2010年5月3日、『The Marriage Ref』に出演した。
2011年3月31日、FOXでフラッシュモブ番組『Mobbed』が開始した。『アメリカン・アイドル』の後に放送され、パイロット版の視聴率が良かったことから8回放送の予定が10回放送になった。
ライヴ・アクション/アニメ・インタビュー『Take Two with Phineas and Ferb』に参加した。
2012年10月18日、CBSの『ビッグバン★セオリー/ギークなボクらの恋愛法則』に本人役でカメオ出演した。
2012年11月30日、NASCARのスプリントカップ授賞式の司会を務めた。
2012年12月10日、6夜連続のスペシャル・ゲーム番組『Take It All』が放送された。
2013年より、マンデルがエグゼクティヴ・プロデューサーを務めるTBSの隠しカメラ番組『Deal with It』が放送されている。

### Deal or No Deal
2003年、マンデルはショー・ビジネスをやめようかどうか考えていた頃、NBCのエグゼクティヴ・プロデューサーはマンデルに番組の司会を依頼したが、彼は何度も断った。その後彼らは彼に『Deal or No Deal』の海外版のビデオを送り、彼は最終的に司会を引き受けることにした。2007年、カナダ版の5回分の司会を行なった。その後番組は昼間放送となり、元々はアーセニオ・ホールが司会をする予定であったがマンデルが続投することとなった。2009年1月、『Anytime with Bob Kushell』のインタビューで、賞金は番組の収入の何倍もするが、出場者には面白い人達がたくさんいることで番組を楽しんでいると語った。

## 私生活
高校時代にテリーと出会い、1980年に結婚した。1984年に長女ジャッキー、1989年に長男アレックス、1992年に次女ライリーが誕生した。また甥であるオースティンとザックを養子にしている。マンデルはイスラエル系アメリカ人のヴァイオリン奏者で作曲家のイツァーク・パールマンとは遠い親戚である。
2008年9月4日、ハリウッド・ウォーク・オブ・フェームで星を受けた。
2009年9月12日、トロントのCanada's Walk of Fameでも星を受けた。2002年のモンティ・ホール、2006年のアレックス・トレベックに続き、ゲーム番組の司会者で星を受けたのは3人目であった。
2008年10月、マンデルは朝のトーク番組『Live! with Kelly and Michael』に出演し、注意欠如・多動症（ADHD）であることを公表し、現在大人のADHDの一般への周知活動を行なっていると語った。2009年1月12日、マンデルは腰痛と軽度の心臓発作でトロントのSt. Michael's Hospitalに入院したことが報じられた。複数のリポートが彼は不整脈になったことがあると報じたが、後にこれが不確かであると報じられた。その後退院。マンデルは自伝『Here's the Deal: Don't Touch Me』を出版し、日常、強迫性障害、ADHD、コメディについて記した。

### 潔癖症
マンデルは汚染、細菌を極度に恐れる潔癖症で、番組共演者であろうとゴム手袋無しでは握手できない。握手を求められた場合は、握りこぶし同士を合わせたり、相手の肩に手を乗せたり、肌に触れない程度にハグしたりする。ただし1度だけ『Deal or No Deal』の出場者の女性に幸運を願いキスしたことがある。彼はこの症状を抑えるために薬を服用し、またこの症状をネタにしている。2006年3月24日、『The Howard Stern Show』に出演した際、自分の頭に毛がないのは自然に抜けたのではなく潔癖症のためだとし、毛がないことにより清潔な気分になると語った。『マッドTV!』に出演した際、マンデルと出演者のボビー・リーはこれをネタにした。
2007年9月、NFLネットワークでNFLのランニング・バックのマーシャル・フォークにインタビューした。フォークはマンデルに握手を求めたが彼は断り、こぶしを合わせることを提案した。数秒後、フォークは彼の右手と無理矢理握手した。マンデルは叫び、フォークから遠のいた。彼はその後何度も手を洗った。『Free Radio』にゲスト出演した際、マンデルは公衆トイレが怖いだけでなく、自分のトイレ以外は使用できないと語った。
2008年、マンデルがゲスト出演した『名探偵モンク』の『Mr. Monk Joins a Cult』のエピソードでは極度の潔癖症を扱った。マンデルはエイドリアン・モンク（トニー・シャルーブ）を洗脳しようとするカリスマ・カルト・リーダーを演じた。
『アメリカズ・ゴット・タレント』第5シーズンのシカゴでのエピソードで、ザック・カーティはくしゃみのパフォーマンスを披露した。マンデルはパフォーマンスが始まる前にXボタンを押し、会場の奥まで逃げて、パフォーマンスが終わるまで戻ってこなかった。マンデルは他の審査員のピアズ・モーガンとシャロン・オズボーンにXボタンを押すよう叫び、他の観客にも後ろを向くように指示した。モーガンはXボタンを押したが、オズボーンは拒否したため、マンデルはパフォーマンスを終わらせるために急いでオズボーンのXボタンを押した。そして「こんなのは才能でも何でもない。出ていけ！」と叫んだ。舞台裏でのインタビューで、視聴者に向けて自分は治療のためにセラピーを受けていると語った。また『アメリカズ・ゴット・タレント』第5シーズンのYouTubeクォーターファイナルでダン・スペリーがマジックの一環で首にくいこませたデンタル・フロスを投げた。フロスはマンデルの近くに落ち、マンデルは飛び上がり、審査員用の机の反対側に逃げた。セミファイナルでのスペリーのパフォーマンスの直前、マンデルは番組に参加してから最も恐ろしい出来事だが、彼のセラピストはその週他に2回セッションを行なうことができるためダン・スペリーが好きだ、と語った。
2011年、マンデルは子供の頃からこういった症状に悩まされていたが、大人になるまで直そうとしなかったと語った:
「物心ついた頃からこうだった。しかし大人になるまでこういった診断はされなかった。私はいつも他の人と少し違うと感じ、他の人と一緒にいることが心地よくなかった。しかし私は対策できることを知らなかった。私が子供の頃、精神科医にかかっている人を誰も知らなかった。これは常に精神的問題に関わっている。まだ直っていないと思う。しかし今は自分でなんとかできている。」
2015年の『アメリカズ・ゴット・タレント』第10シーズンではクリス・ジョーンズがマンデルを舞台に上げた。マンデルは握手を拒否し、こぶしを突き合わせた。ジョーンズはマンデルに催眠術を掛け、「手袋をはめている」と想像させ、生の握手をさせることに成功した。審査員の1人であったハイディ・クルムはあまりの衝撃に「ウッソー！ウソウソウソ！」と叫び声を上げた。審査員席に戻り、メル・Bから「何をされたか分かる？」と聞かれると、「分からない」と答えた。ハワード・スターンから「手袋無しで握手した」と聞かされると、思わず放送禁止用語を発した。再び、催眠をかけられ、メル・B、クルム、スターンと握手を交わし、感激のあまりクルムは叫び声を上げた。

## 出演作品
- 名探偵モンク6
- マイネーム・イズ・アール シーズン3
- ミディアム3 霊能者アリソン・デュボア
- ラスベガス シーズン3
- ヘンゼルとグレーテル
- ダークサイド
- ホミサイド/殺人捜査課 第2シーズン
- リトル・モンスター
- 恋のハリキリ・ボーイ
- ブレイク・エドワーズの ファイン・メス!!
- フェアリー・テール・シアター／笑わぬ姫
- セント・エルスウェア シーズン1
- ファニー・ファーム